# Gedung Ranau
Gedung Ranau is een bestuurslaag in het regentschap Ogan Komering Ulu Selatan van de provincie Zuid-Sumatra, Indonesië. Gedung Ranau telt 531 inwoners (volkstelling 2010).